# Terres de Montaigu, communauté d'agglomération
« Terres-de-Montaigu » redirige ici. Ne pas confondre avec l'ancienne communauté de communes Terres-de-Montaigu.
Terres-de-Montaigu (TM), officiellement désignée sous le nom de « Terres-de-Montaigu, communauté d’agglomération », est une intercommunalité à fiscalité propre française située dans le département de la Vendée et la région des Pays-de-la-Loire.
Issue de la fusion de la communauté de communes Terres-de-Montaigu et de celle du Canton-de-Rocheservière, elle est créée en tant que communauté de communes au 1er janvier 2017 sous le nom de Terres-de-Montaigu, communauté de communes Montaigu-Rocheservière. Trois ans après l’élection de Montaigu-Vendée, Terres-de-Montaigu est élevée en communauté d’agglomération au 1er janvier 2022.

## Historique
Dans le cadre de la loi portant nouvelle organisation territoriale de la République du 7 août 2015 (loi Notre), le Gouvernement élève à 15 000 habitants le seuil minimal des intercommunalités à fiscalité propre dans le but d’obtenir des territoires plus cohérents, adaptés aux « bassins de vie » et dotés d’une capacité de mutualisation plus importante.
La communauté de communes du Canton-de-Rocheservière, peuplée de 12 738 habitants au recensement de 2013, est donc contrainte de fusionner avec une communauté de communes voisine. Cette communauté de communes étant notamment associée à celle de Terres-de-Montaigu dans le cadre du syndicat mixte Montaigu-Rocheservière, les élus se tournent dès le printemps 2015 vers l’intercommunalité montacutaine en vue d’une alliance des territoires en 2017.
Dans l’optique de pouvoir constituer dès 2017 une communauté d'agglomération, l'adhésion de la commune des Brouzils est évoquée à l’automne 2015. Ce rattachement aurait permis d’atteindre plus rapidement le seuil des 50 000 habitants nécessaire pour pouvoir constituer une communauté d’agglomération. Par ailleurs, aucune unité urbaine de la future intercommunalité n’atteignant les 15 000 habitants alors que ce seuil constitue un second critère obligatoire pour pouvoir créer une communauté d’agglomération, un projet de commune nouvelle est esquissé autour de Montaigu à l’été 2015. Le rattachement de la commune des Brouzils à Terres-de-Montaigu est finalement rejeté par son conseil municipal en décembre 2015, mais le projet de création d’une commune nouvelle autour de Montaigu reste alors d’actualité.
En mars 2016, le préfet de Vendée approuvait le schéma départemental de coopération intercommunale de la Vendée, qui notait qu'il « apparaît que des synergies ont été développées entre les communautés de communes du Canton-de-Rocheservière et des Terres-de-Montaigu. Ce regroupement est souhaité par les élus locaux des deux communautés de communes. Le périmètre du bassin de vie de Montaigu couvre la quasi-totalité des limites de la nouvelle communauté de communes. L’intégralité du nouveau territoire est couvert par le schéma de cohérence territorial du pays du Bocage vendéen » et prescrivait donc leur fusion,.
La communauté de communes issue de cette fusion est créée par un arrêté préfectoral du 5 décembre 2016, avec effet au 1er janvier 2017, et compte alors 14 communes.
Deux syndicats mixtes ayant le même périmètre que la nouvelle intercommunalité, cette création s'accompagne de la dissolution de ces deux structures :
- celui des Vendéopôles Montaigu-Rocheservière, créé le 5 février 1991[b] ;
- et celui de Montaigu-Rocheservière, pays de Maine et Boulogne[12], créé le 10 janvier 1996[c].

Le 3 février 2017, les cinq conseils municipaux de Boufféré, La Guyonnière, Montaigu, Saint-Georges-de-Montaigu et Saint-Hilaire-de-Loulay se réunissent au même moment, chacun de son côté, pour délibérer sur le projet de création d’une commune nouvelle de près de 20 000 habitants regroupant les cinq communes. Le projet est approuvé par tous les conseils. Cette commune nouvelle a été effectivement créée au 1er janvier 2019 sous le nom de Montaigu-Vendée, réduisant de ce fait à 10 le nombre de communes regroupées au sein de Terres-de-Montaigu.
À défaut de pouvoir atteindre immédiatement le seuil des 50 000 habitants par une extension de son périmètre, les élus de Terres-de-Montaigu comptent sur la croissance démographique du territoire pour permettre la transformation de la communauté de communes en communauté d’agglomération quelques années après l’entrée en vigueur de la commune nouvelle de Montaigu-Vendée.
Le seuil de 50 000 habitants ayant été atteint, le conseil communautaire du 27 septembre 2021 a demandé la transformation de l'intercommunalité en communauté d'agglomération, ce qui en ferait la troisième du département. Cette transformation est effective au 1er janvier 2022 par un arrêté du 14 décembre 2021.
Le 1er janvier 2025, les communes de La Bernardière et de Cugand fusionnent pour constituer la commune nouvelle de Cugand-la-Bernardière.

## Toponymie
Appréhendée comme une « marque » par les conseillers communautaires, la dénomination de Terres-de-Montaigu reprend exactement celle de la communauté de communes principale dissoute au 31 décembre 2016. Cette continuité s’explique notamment par la volonté d’éviter de nouvelles dépenses en communication liées à la fusion d’un territoire qui partage pourtant un même « bassin de vie », celui de Montaigu,.
L’appellation de cette dernière avait été adoptée lors d’un conseil communautaire du 30 juin 2003, qui prononçait d’une part le changement de nom de la communauté de communes de Montaigu en communauté de communes Terres-de-Montaigu et qui avalisait d’autre part la mise en place d’une nouvelle identité visuelle communautaire issue du travail du cabinet Galet-Jade. Elle répond à deux éléments importants aux yeux des élus de l’époque : d’abord, permettre de visualiser rapidement la situation géographique du territoire — rôle joué par le toponyme Montaigu ; ensuite, mettre en valeur l’idée d’attachement à un « pays » tout en soulignant la diversité de l’espace de la communauté de communes — dimension permise par le pluriel au substantif terre. Toutefois, le nom ne devient officiel que quelques mois plus tard, par un arrêté préfectoral du 17 avril 2004 (article 2).
La seconde partie de la dénomination, communauté de communes Montaigu-Rocheservière, précise la forme juridique de la nouvelle structure intercommunale et rappelle les deux anciens sièges des anciennes intercommunalités à fiscalité propre : Montaigu pour la communauté de communes Terres-de-Montaigu ; Rocheservière pour la communauté de communes du Canton-de-Rocheservière. Contrairement à Terres-de-Montaigu, elle est davantage perçue comme un titre secondaire de la « marque » communautaire ; elle apparaît, par ailleurs, comme un sous-titre du logotype.
Proposée dans le cadre d’un comité de pilotage le 13 juin 2016, cette nouvelle terminologie est adoptée le 27 juin 2016 (pour Terres-de-Montaigu) et le 29 juin 2016 (pour la communauté de communes du Canton-de-Rocheservière), et officialisée par l’arrêté préfectoral du 5 décembre 2016 portant création de l’entité.

## Territoire communautaire

### Géographie

Organisation du territoire communautaire.

Limites communales du territoire communautaire.

| Grand-Lieu-Communauté (Loire-Atlantique)                      | Clisson-Sèvre-et-Maine-Agglo (Loire-Atlantique)             |                                            |
| Communauté de communes Sud-Retz-Atlantique (Loire-Atlantique) | Terres-de-Montaigu                                          | Mauges-Communauté (Maine-et-Loire)         |
| Communauté de communes de Vie-et-Boulogne                     | Communauté de communes du Pays-de-Saint-Fulgent-les-Essarts | Communauté de communes du Pays-de-Mortagne |

- Territoire communautaire
- Agglomérations urbaines (unités urbaines)
- Agglomérations rurales
- Bassin de vie de Montaigu
- Débordements des bassins de vie autres que celui de Montaigu

Situation administrative.
Territoire communautaire
Autres territoires de l’arrondissement de La Roche-sur-Yon
Limites de l’arrondissement de La Roche-sur-Yon
Limites des cantons à cheval sur le territoire communautaire
Autres limites de cantons de l’arrondissement

Les éléments de la section sont issus des différents zonages supra-communaux établis en 2010 par l’Institut national de la statistique et des études économiques.
La communauté de communes correspond approximativement au bassin de vie de Montaigu. En effet, sur les quatorze communes constituant le bassin, quatre n’appartiennent pas au territoire communautaire et sont membres de Clisson-Sèvre-et-Maine-Agglo, située dans la Loire-Atlantique, ou de la communauté de communes du Pays-de-Saint-Fulgent-les-Essarts.
Néanmoins, quatre communes du territoire communautaire n’appartiennent pas au bassin de vie de Montaigu : Saint-Philbert-de-Bouaine se situe dans celui de Saint-Philbert-de-Grand-Lieu (Loire-Atlantique), tandis que La Bernardière, La Bruffière et Cugand sont dans l’orbite de Clisson (Loire-Atlantique).
Le territoire communautaire est organisé autour de cinq unités urbaines regroupant sept communes :
| Unité urbaine  | Type                         | Communes                                                   | Nombre d’habitants |
| -------------- | ---------------------------- | ---------------------------------------------------------- | ------------------ |
| La Bruffière   | Ville isolée                 | La Bruffière                                               | 3 873              |
| Clisson        | Unité urbaine multicommunale | Cugand                                                     | 3 386              |
| L’Herbergement | Ville isolée                 | L’Herbergement                                             | 3 066              |
| Montaigu       | Unité urbaine multicommunale | Montaigu Saint-Georges-de-Montaigu Saint-Hilaire-de-Loulay | 13 819             |
| Rocheservière  | Ville isolée                 | Rocheservière                                              | 3 143              |

Deux aires urbaines marquent le territoire : celle de Montaigu, « moyenne aire » (correspondant à l’unité urbaine de Montaigu), et celle de La Bruffière, « petite aire » (correspondant à l’unité urbaine de La Bruffière).
Les quatorze communes du bassin de vie font partie des 151 communes de la zone d’emploi de Nantes.
Le bassin d'emploi de Montaigu présente un tissu d’entreprises « en bonne santé et en croissance, ce qui génère des emplois. Le secteur de l’industrie est très présent, et la logistique en pleine expansion, car Terres-de-Montaigu est très bien placé, au bord de l’autoroute et de grands axes menant vers des villes importante ». De ce fait, en 2019, le taux de chômage selon Pôle emploi n'est que de 4,6 % et, en 2015, le territoire comptait 20 770 emplois, soit plus que la totalité de la population de Montaigu-Vendée,.
Terres-de-Montaigu se situe au nord-est du département de la Vendée, dans un territoire marqué du point de vue paysager par le Bocage, aussi bien par le Haut-Bocage, au nord du territoire, que par le Bas-Bocage, les deux espaces étant séparés par la Grande-Maine.
La superficie du territoire communautaire est de 379,3 kilomètres carrés, avec une altitude variant de 7 (à Saint-Philbert-de-Bouaine) à 103 mètres (à La Bruffière),. Au 1er janvier 2017, du point de vue local, au sein de la Vendée, la communauté de communes occupe le 7e rang après Challans-Gois-Communauté (6e rang) et avant le Pays-de-Saint-Fulgent-les-Essarts (8e rang).
Elle est traversée par six cours d’eau principaux : la Boulogne, la Crûme, la Grande-Maine, l’Issoire, la Mozelle et la Sèvre Nantaise.

### Composition
La communauté d'agglomération est composée des 9 communes suivantes :

| Nom                       | Code Insee | Gentilé         | Superficie (km2) | Population (dernière pop. légale) | Densité (hab./km2) |
| ------------------------- | ---------- | --------------- | ---------------- | --------------------------------- | ------------------ |
| Montaigu-Vendée (siège)   | 85146      |                 | 116,65           | 20 754 (2022)                     | 178                |
| La Boissière-de-Montaigu  | 85025      | Boissiériens    | 29,1             | 2 295 (2022)                      | 79                 |
| La Bruffière              | 85039      | Bruffièriens    | 40,42            | 4 015 (2022)                      | 99                 |
| Cugand-la-Bernardière     | 85076      |                 | 27,77            | 5 659 (2022)                      | 204                |
| L’Herbergement            | 85108      | Herbergementais | 16,75            | 3 437 (2022)                      | 205                |
| Montréverd                | 85197      | Montréverdois   | 48,47            | 3 833 (2022)                      | 79                 |
| Rocheservière             | 85190      | Cervièrois      | 28,15            | 3 571 (2022)                      | 127                |
| Saint-Philbert-de-Bouaine | 85262      | Philbertins     | 50,16            | 3 622 (2022)                      | 72                 |
| Treize-Septiers           | 85295      | Septierois      | 21,84            | 3 361 (2022)                      | 154                |

### Principaux équipements
Une brigade de proximité de la Gendarmerie nationale se trouve sur la commune de Montaigu, tandis que sont implantés six centres de secours à La Bernardière, La Bruffière, L’Herbergement, Montaigu, Rocheservière et Saint-Philbert-de-Bouaine.
Plusieurs bureaux de poste émaillent le territoire : celui de La Bruffière (85530), de Cugand (85610), de L’Herbergement (85260), de Montaigu (85600), de Rocheservière (85620) et de Saint-Philbert-de-Bouaine (85660).
En matière d'enseignement, on compte notamment :
- Lycée Léonard-de-Vinci de Montaigu-Vendée[45]
- À la rentrée 2019, le lycée Jeanne-d’Arc de Montaigu-Vendée accueille 747 élèves, 444 au lycée général et technologique, 176 au lycée professionnel et 127 étudiants à l’institut supérieur de logistique et de transport, l’ISLT[46]
- Le collège public de Montaigu-Vendée[45]
- Le collège privé Villebois-Mareuil de Montaigu-Vendée 1 237 élèves, avec ses 46 classes dont quatre classes en Segpa et une classe ULIS[47].
- Le collège privé Mère Thérésa, établissement de 400 places, construit au sud de Boufféré et devant accueillir les élèves des écoles de Boufféré et de L’Herbergement, dont l'ouverture est prévue pour la rentrée 2021[48].

Le territoire compte également l’École de Management en Alternance Vendée-Nantes (EMA Vendée-Nantes), dont les locaux sont situés à Boufféré, dans les anciens locaux de Pôle emploi.
En matière de santé, Montaigu-Vendée accueille une partie de l'hôpital départemental.
L'équipe municipale de Boufféré a suscité la création en 2019 d'une maison médicale de 15 cabinets médicaux.

### Démographie
| 1968   | 1975   | 1982   | 1990   | 1999   | 2010   | 2015   | 2022   |
| ------ | ------ | ------ | ------ | ------ | ------ | ------ | ------ |
| 25 091 | 27 901 | 30 530 | 32 525 | 35 357 | 44 386 | 47 742 | 50 547 |

Issue de la fusion de la communauté de communes Terres-de-Montaigu et de celle du Canton-de-Rocheservière, Terres-de-Montaigu, communauté de communes Montaigu-Rocheservière est l’intercommunalité à fiscalité propre la plus peuplée des bocages vendéens[réf. nécessaire] avec 47 144 habitants au recensement de 2014.
L'intercommunalité présente un dynamisme démographique particulier, avec une croissance annuelle moyenne de sa population entre 2011 et 2016 de 1,2 %, contre 1,0 % pour la ville de Montaigu-Vendée, 0,9 % pour le département de Vendée et 0,7 % pour la région Pays de la Loise. En 2017, 544 enfants sont nés dans des familles du territoire, et 368 habitants sont morts.

### Habitat
| Logements                                                   | Intercommunalité | Vendée  | Pays de la Loire |
| ----------------------------------------------------------- | ---------------- | ------- | ---------------- |
| Nombre total                                                | 20 543           | 417 192 | 1 983 261        |
| Part des ésidences principales                              | 93,3 %           | 70,4 %  | 82,7 %           |
| Part des résidences secondaires et logements occasionnels   | 2,1 %            | 24,3 %  | 10,7 %           |
| Part des logements vacants                                  | 4,6 %            | 5,3 %   | 6,6 %            |
| Part des ménages propriétaires de leur résidence principale | 75,2 %           | 72,1 %  | 64,3             |

Le parc de  logements HLM s'élève à 1 028 logements, soit 5,4 % des résidences principales, en 2016, contre 907 (5,1 %) en 2011.
Les logements de Territoires de Montaigus sont relativement récents, selon le recensement de 2016 qui comptabilise les logements existants en 2016 : 10,8 % dataient d'avant 1919, 4,2 de 1919 à 1945, 12,3 % de 1946 à 1970, 32,2 % entre 1971 et 1990, 24,6 % construits entre 1991 et 2005 et 17,8 % entre 2006 et 2013.

### Transports et déplacements
Le territoire communautaire est irrigué par deux lignes ferroviaires : celle de Nantes-Orléans à Saintes, desservant les gares de Montaigu et de l’Herbergement-les-Brouzils ; et celle de Clisson à Cholet, desservant la gare de Cugand.
En outre, le territoire communautaire est desservi par plusieurs voies routières majeures : l’autoroute A83 (de Vertou à La Crèche), la RN 137 bis (des Sorninières à La Roche-sur-Yon), la RN 763 (d’Ancenis à Belleville-sur-Vie), la RN 137 (de Saint-Malo à Bordeaux) et la RN 753 (de Cholet à Saint-Jean-de-Monts).

## Organisation

### Siège
Le siège de Terres-de-Montaigu est celui de l'ancienne communauté de communes Terres-de-Montaigu, situé au 35, avenue Villebois-Mareuil, à Montaigu-Vendée.

### Élus
La communauté de communes est administrée par son conseil communautaire, composé de 47 conseillers municipaux (jusqu'aux élections municipales de 2020) représentant les communes membres, répartis comme suit, :
| Commune                   | Nombre de délégués communautaires | Nombre de délégués communautaires |
| Commune                   | Au 1er janvier 2017               | Au 1er janvier 2019               |
| ------------------------- | --------------------------------- | --------------------------------- |
| La Bernardière            | 2                                 | 2                                 |
| La Boissière-de-Montaigu  | 2                                 | 2                                 |
| Boufféré                  | 3                                 | Commune supprimée                 |
| La Bruffière              | 4                                 | 4                                 |
| Cugand                    | 3                                 | 3                                 |
| La Guyonnière             | 3                                 | Commune supprimée                 |
| L’Herbergement            | 3                                 | 3                                 |
| Montaigu                  | 5                                 | Commune supprimée                 |
| Montaigu-Vendée           | —                                 | 20                                |
| Montréverd                | 4                                 | 4                                 |
| Rocheservière             | 3                                 | 3                                 |
| Saint-Georges-de-Montaigu | 4                                 | Commune supprimée                 |
| Saint-Hilaire-de-Loulay   | 5                                 | Commune supprimée                 |
| Saint-Philbert-de-Bouaine | 3                                 | 3                                 |
| Treize-Septiers           | 3                                 | 3                                 |
|                           | 47 délégués                       | 47 délégués                       |

### Liste des présidents
| Période        | Période  | Identité         | Étiquette       | Qualité |
| -------------- | -------- | ---------------- | --------------- | --- |
| 9 janvier 2017 | En cours | Antoine Chéreau, | MPF Indépendant | Maire de Montaigu (2001-2018) Conseiller régional, élu dans la Vendée (depuis 2004) Maire de Montaigu-Vendée (2019-2020) Maire délégué de Montaigu (2019) |

### Compétences
L'intercommunalité exerce les compétences qui lui ont été transférées par les communes membres, dans les conditions déterminées par le code général des collectivités territoriales. Il s'agit :
- Urbanisme : élaboration et suivi du Plan local d’urbanisme intercommunal (PLUi) ;
- Aménagement :   voirie et pistes cyclables reconnues d'intérêt intercommunal ; aménagement d’espace à caractère intercommunal : gare de Montaigu, pôle d’échange multimodal (PEM) ;
- Logement :   programme local de l’habitat (PLH) ; création de logements sociaux à caractère médicosocial (EHPAD…) ;
- Numérique : participation financière au schéma départemental d’aménagement numérique ;
- Politique de l'eau ; assainissement collectif et gestion de la station d’épuration pour le secteur de l’agglomération de Montaigu ; service public d’assainissement non collectif (SPANC) : contrôle des installations ; gestion des milieux aquatiques et prévention des inondations (GEMAPI) (délégué à l’Établissement public territorial du bassin versant de la Sèvre Nantaise) ;
- Collecte des déchets ménagers et assimilés ;
- Environnement :  plan climat-air-énergie territorial (PCAET) ; lutte contre les animaux nuisibles (taupes, ragondins…) ;
- Petite enfance, enfance, jeunesse, éducation, parentalité : coordination et suivi du projet éducatif intercommunal (contrat enfance jeunesse, convention territoriale globale) ; gestion des services jeunesse (11 – 17 ans) ; coordination du réseau d’écoute d’appui et d’accompagnement à la parentalité (REEAP) ; organisation de la prévention routière dans les écoles élémentaires et collèges ; conservatoire intercommunal de musique ;
- Santé : Animation et coordination du contrat local de santé (CLS) ; Construction de maison de santé pluri professionnelle labellisées par l’agence régionale de santé (ARS) ; Aides pour l’installation ou le maintien de professionnels de santé dans les zones déficitaires en offre de soins ;
- Social : gestion des services et établissements pour personnes âgées (8 résidences médicalisées, 1 résidence non médicalisée, 1 service d’accueil de jour pour personnes désorientées, service de portage de repas, service de soins à domicile, 3 cuisines centrales), regroupés dans le centre intercommunal d’action sociale (CIAS) ; gestion d’une aire d’accueil des Gens du voyage ; action en faveur des associations organisées à l’échelle intercommunale favorisant l’emploi, l’insertion et/ou l’accompagnement social / santé des personnes fragilisées ; aide sociale en matière de transport scolaire en faveur des AO2 (autorité organisatrice de niveau 2) ;
- Développement économique :  zones d’activités économiques ; gestion et aide à l’installation d’entreprise ; gestion d’immobilier d’entreprise et politique d’aides à l’immobilier ; politique du commerce : observation de l’offre commerciale, stratégie d’aménagement et d’implantation commerciale, politique d’aide en matière du commerce de proximité, règlement de publicité Intercommunale ;
- Culture : gestion des équipements d’intérêt communautaire : le cinéma Caméra 5, le Théâtre Thalie, le site d’art contemporain et patrimonial Saint Sauveur, la médiathèque intercommunale et le réseau de lecture publique ; organisation d’événements : Printemps du Livre, Mont’en Scène ; contractualisation d’une politique lecture publique ;
- Sport : gestion des équipements d’intérêt communautaire : piscine de la Bretonnière, pôle sportif Léonard de Vinci, gymnase du pôle sportif Maxime Bossis, salle intercommunale de Rocheservière ;
- Tourisme :  gestion des équipements d’intérêt communautaire : Maison de la Rivière, aérodrome, office du tourisme, lac de la Chausselière, Base nautique de la Boulogne ; accueil promotion touristique et animation ; circuits de randonnées d’intérêt communautaire et départementaux thématiques ;
- Sécurité : financements du SDIS (service départemental d’incendie et de secours)  et entretien des bornes incendie ;

La communauté exerce également des activités pour le compte des communes membres :  police municipale intercommunale, gestion d’une fourrière animale, commission de sécurité des établissements recevant du public (ERP) de catégorie 2 à 5, instruction des autorisations d’urbanisme (permis de construire...)

### Régime fiscal et budget
La communauté de communes est un établissement public de coopération intercommunale à fiscalité propre.
Afin de financer l'exercice de ses compétences et de préparer sa transformation en communauté d'agglomération, l'intercommunalité perçoit la fiscalité professionnelle unique (FPU) – qui a succédé à la taxe professionnelle unique (TPU) – et assure une péréquation de ressources entre les communes résidentielles et celles dotées de zones d'activité.
Elle perçoit également une redevance d'enlèvement des ordures ménagères (REOM), qui finance le fonctionnement de ce service public, ainsi que la taxe d'aménagement au taux de 3 %, avec un abattement de 50 % pour les locaux à vocation industrielle, artisanale et de stockage, afin de financer les investissements publics induits par la construction de nouveaux bâtiments.

### Identité visuelle
La communauté de communes se dote d’un logotype à compter du 1er janvier 2017 ; celui-ci est présenté à l’été 2016. Il s’agit d’une variante de couleur noire dotée d’une police régulière de l’identité visuelle de la communauté de communes Terres-de-Montaigu, utilisée depuis le 30 juin 2003. Le sous-titre est en revanche celui de Communauté de communes Montaigu-Rocheservière, et non Communauté de communes, comme précédemment.

Logotype (2017-2018).
Logotype (depuis 2019).

## Projets et réalisations
Conformément aux dispositions légales, une communauté de communes a pour objet d'associer des « communes au sein d'un espace de solidarité, en vue de l'élaboration d'un projet commun de développement et d'aménagement de l'espace ».

### Contrat territoires-région (CTR) pour 2020
L'intercommunalité et la région des Pays de la Loire ont signé en 2018 un contrat territoires-région (CTR) pour 2020, doté de 2,07 millions d'euros destiné à accompagner Terres-de-Montaigu à développer sa dynamique économique, viser un développement économe en espace et assurer le maintien d'une qualité de vie en respectant l'environnement.

### Petite enfance, enfance et jeunesse
Le dernier conseil de l'ancienne communauté de communes Terres-de-Montaigu a approuvé un vaste plan pour la jeunesse et les familles, qui se décline en 38 actions et notamment le relais d'assistantes maternelles (RAM) et la création d'un café jeunes. Ce plan est évalué à 400 000 € par an, financé à 50 % par la caisse d'allocations familiales (CAF). Le RAM devrait ouvrir au 1er semestre 2020.

### Culture
L'intercommunalité s'est fixée d'ambitieux objectifs en matière culturelle, et, en 2019, y consacre 3,3 millions d’euros soit une hausse de 15 %. Terres-de-Montaigu, à la suite de la fermeture de la « Vendéthèque » départementale, a repris son service en créant la médiathèque Calliopé, située dans le parc des Rochettes, à Montaigu, et dispose notamment d'un théâtre, le théâtre de Thalie, à Montaigu également, ainsi que du cinéma Caméra-5 et le site Saint-Sauveur, consacrés aux arts visuels, et incite le jeune public à fréquenter ces équipements,,.

### Sports
L'intercommunalité administre la piscine de la Bretonnière, le pôle sportif Léonard-de-Vinci, le gymnase du pôle sportif Maxime-Bossis, et la salle intercommunale de Rocheservière. Sur le pôle sportif Maxime-Bossis, Terres-de-Montaigu réalise une piste d’athlétisme synthétique de niveau régional et d'une longueur de 400 mètres. Son coût d'un million d'euros est financée à 50 % par la Région.

### Urbanisme et habitat
Le conseil communautaire a adopté en juin 2019 le plan local d'urbanisme intercommunal (PLUI) pour les communes de l'ex-communauté de communes Terres-de-Montaigu. Le PLUI applicable aux communes de l'ex-communauté de communes du Canton-de-Rocheservière est lui soumis à une enquête publique en juin 2019.
Le même conseil communautaire a adopté le programme local de l'habitat (PLH) de l'intercommunalité, qui prévoit la construction de 2 610 logements entre 2019 et 2024, afin de maintenir la population actuelle, en croissance ininterrompue depuis les années 1960, et accueillir les nouveaux habitants. L'intercommunalité prévoit d'avoir une population de 5 500 personnes en 2024. Pour cela, Terres-de-Montaigu proposera un panel de subventions et d’accompagnement, notamment pour développer le parc locatif, favoriser l'accession et l'isolation des logements construits avant 1975, qui représentent 35 % du parc.

### Développement économique et commerce
L'intercommunalité est responsable depuis 2017 de l'ensemble des zones d'activités de son territoire, y compris les 17 créées antérieurement par les communes, soit au total 40 zones,.
Terres-de-Montaigu a également décidé d'intervenir en matière de soutien au commerce de proximité et à l’artisanat, ainsi que l’aide au développement des tiers-lieux (ou coworking), et la requalification des sites économiques (zone du Planty à la Guyonnière, ancien site Seveso à l’Herbergement…).

### Transports et déplacements
Dans le cadre du projet d'aménagement du quartier de la gare de Montaigu, l'intercommunalité réaménage en 2019 le pôle d'échanges de la gare de Montaigu, qui sera notamment doté de 360 places de stationnement dans un parking à étages au nord, et 100 autres places sur un parking au sud des voies, et y investit 12 millions d’euros pour « améliorer considérablement l’accès à la septième gare de la région Pays de la Loire ».
Terres-de-Montaigu est le gestionnaire de l'aérodrome de Montaigu-Saint-Georges situé à Saint-Georges-de-Montaigu, utilisé pour la pratique d’activités de loisirs et de tourisme (aviation légère, hélicoptère, montgolfière et aéromodélisme).

### Environnement
Terres-de-Montaigu a engagé la réalisation d'un plan climat-air-énergie territorial (PCAET) destiné à lutter contre le changement climatique et permettre l’adaptation du territoire.

### Emploi
L'intercommunalité organise chaque année un salon de l'emploi, dont la septième édition a eu lieu sous le nom Destination emploi le 29 mars 2019

### Sécurité
La communauté de communes dispose d’une « police intercommunale »,.

### Aménagement numérique
L'intercommunalité investit 5,4 millions d'euros pour financer le raccordement en fibre optique à très haut débit de ses entreprises et habitants, en partenariat avec Vendée Numérique.